# Светско првенство у атлетици на отвореном 2019 — штафета 4 × 400 метара мешовито
Трка штафета 4 х 400 метара у мешовитој конкуренцији на 17. Светском првенству у атлетици 2019. у Дохи одржана је 28. и 29. септембра на стадиону Khalifa International Stadium.
Ово је први пут да се ова дисциплина појавила на светском првенству.

## Освајачи медаља
|                                                                                  |                                                                                         |                                                                                                 |
| Вилберт Лондон (м) · Алисон Филикс (ж) · Кортни Около (ж) · Мајкл Чери (м) · САД | Натон Ален (м) · Ронеиша Макгрегор (ж) · Тифани Џејмс (ж) · Џавон Франсис (м) · Јамајка | Муса Исах (м) · Аминат Јусуф Џамал (ж) · Салва Ајд Насер (ж) · Абас Абубакар Абас (м) · Бахреин |

## Рекорди
Стање 26. септембар 2019.
| Рекорди пре почетка Светског првенства 2019.  | Рекорди пре почетка Светског првенства 2019. | Рекорди пре почетка Светског првенства 2019. | Рекорди пре почетка Светског првенства 2019. | Рекорди пре почетка Светског првенства 2019. |                                    |
| --------------------------------------------- | --- | -------------------------------------------- | -------------------------------------------- | -------------------------------------------- | ---------------------------------- |
| Олимпијски рекорди                            | Није на програму Олимпијских игара | Није на програму Олимпијских игара           | Није на програму Олимпијских игара           | Није на програму Олимпијских игара           | Није на програму Олимпијских игара |
| Светски рекорд                                | Сједињене Државе, Доминиканска Република, Јамајка, Бахаме · (Кристијан Тејлор (м), Лугелин Сантос (м), Стефани Ен Макферсон (ж), Шони Милер-Уибо (ж)) | 3:13,01                                      | Острава, Чешка                               | 9. септембар 2018.                           |                                    |
| Рекорди светских првенстава                   | Ово је прво такмичење | Ово је прво такмичење                        | Ово је прво такмичење                        | Ово је прво такмичење                        | Ово је прво такмичење              |
| Најбољи светски резултат сезоне               | Пољска · (Кајетан Душински (м), Патрицја Вићшкјевич (ж), Јустина Свјенти-Ерсетик (ж),Карол Залевски (м))                                              | 3:15,46                                      | Јокохама, Јапан                              | 11. мај 2019.                                |                                    |
| Афрички рекорд                                | Кенија · (Џаред Ниамбвеке Момањи (м), Морин Њатичи Томас (ж), Хелен Сиомбуа Кали (ж), Арон Кипчумба Коеч (м))                                         | 3:16,90                                      | Јокохама, Јапан                              | 11. мај 2019.                                |                                    |
| Азијски рекорд                                | Индија · (Мухамед Анас Јахија (м), Пувама Рају Мачетира (ж), Хима Дас (ж), Арокија Рајив (м))                                                         | 3:15,71                                      | Џакарта, Индија                              | 28. август 2018.                             |                                    |
| Северноамерички рекорд                        | Сједињене Државе · (Кајл Клемонс (м), Клoдија Франсис (ж), Џејмс Харис (м), Филис Франсис (ж))                                                        | 3:13,20                                      | Јуџин, САД                                   | 29. јул 2016.                                |                                    |
| Јужноамерички рекорд                          | Бразил · (Лукас Карваљо (м), Тифани Марино (ж), Кристијана Силва (ж), Александар Русо (м))                                                            | 3:18,26                                      | Јокохама, Јапан                              | 11. мај 2019.                                |                                    |
| Европски рекорд                               | Пољска · (Кајетан Душински (м), Патрицја Вићшкјевич (ж), Јустина Свјенти-Ерсетик (ж),Карол Залевски (м))                                              | 3:15,46                                      | Јокохама, Јапан                              | 11. мај 2019.                                |                                    |
| Океанијски рекорд                             | Аустралија · (Стивен Соломон (м), Мари Гудвин (м), Anneliese Rubie-Renshaw (ж),Ела Коноли (ж))                                                        | 3:18,55                                      | Острава, Чешка                               | 9. септембар 2018.                           |                                    |
| Рекорди остварени на Светском првенству 2019. | |                                              |                                              |                                              |                                    |
| Светски рекорд                                | Сједињене Државе · (Тајрел Ричард (м), Џесика Бирд (ж), Џасмин Блокер (ж), Obi Igbokwe (м))                                                           | 3:12,42                                      | Доха, Катар                                  | 28. септембар 2019.                          |                                    |
| Северноамерички рекорд                        | Сједињене Државе · (Тајрел Ричард (м), Џесика Бирд (ж), Џасмин Блокер (ж), Obi Igbokwe (м))                                                           | 3:12,42                                      | Доха, Катар                                  | 28. септембар 2019.                          |                                    |
| Азијски рекорд                                | Бахреин · (Муса Исах (м), Аминат Јусуф Џамал (ж), Салва Ајд Насер (ж), Абас Абубакар Абас (м))                                                        | 3:12,74                                      | Доха, Катар                                  | 28. септембар 2019.                          |                                    |
| Европски рекорд                               | Велика Британија · (Рабах Јусиф (м), Зои Кларк (ж), Емили Дајмонд (ж), Мартин Руни (м))                                                               | 3:12,80                                      | Доха, Катар                                  | 28. септембар 2019.                          |                                    |
| Јужноамерички рекорд                          | Бразил · (Андерсон Енрикес (м), Тифани Силва Марино (ж), Жеиса Апаресида Котињо (ж), Лукас Карваљо (м))                                               | 3:16,12                                      | Доха, Катар                                  | 28. септембар 2019.                          |                                    |
| Светски рекорд                                | Сједињене Државе · (Вилберт Лондон (м), Алисон Филикс (ж), Кортни Около (ж), Мајкл Чери (м))                                                          | 3:09,34                                      | Доха, Катар                                  | 29. септембар 2019.                          |                                    |
| Северноамерички рекорд                        | Сједињене Државе · (Вилберт Лондон (м), Алисон Филикс (ж), Кортни Около (ж), Мајкл Чери (м))                                                          | 3:09,34                                      | Доха, Катар                                  | 29. септембар 2019.                          |                                    |
| Азијски рекорд                                | Бахреин · (Муса Исах (м), Аминат Јусуф Џамал (ж), Салва Ајд Насер (ж), Абас Абубакар Абас (м))                                                        | 3:11,82                                      | Доха, Катар                                  | 29. септембар 2019.                          |                                    |
| Европски рекорд                               | Велика Британија · (Рабах Јусиф (м), Зои Кларк (ж), Емили Дајмонд (ж), Мартин Руни (м))                                                               | 3:12,27                                      | Доха, Катар                                  | 29. септембар 2019.                          |                                    |

## Сатница
| Датум               | Време | Коло          |
| ------------------- | ----- | ------------- |
| 28. септембар 2019. | 20:00 | Квалификације |
| 29. септембар 2019. | 20:30 | Финале        |

Сва времена су по локалном времену (UTC+1)

## Резултати

### Квалификације
Такмичење је одржано 28. септембра 2019. године. У квалификацијама су учествовале 16 екипа, подељене у 2 групе. У финале су се пласирале по три првопласиране из група (КВ) и две на основу постигнутог резултата (кв).,,
| Групе         | 1     | 2     |
| ------------- | ----- | ----- |
| Стартно време | 20:00 | 20:11 |

| Поз. | Гр. | Ст. | Атлетичари                                                                                  | Штафета      | НР      | Време   | Белешка     |
| ---- | --- | --- | ------------------------------------------------------------------------------------------- | ------------ | ------- | ------- | ----------- |
| 1.   | 1   | 6   | Тајрел Ричард (м), Џесика Бирд (ж), Џасмин Блокер (ж), Obi Igbokwe (м)                      | САД          | 3:13,20 | 3:12,42 | КВ, СР, НР  |
| 2.   | 1   | 7   | Натон Ален (м), Џанијев Расел (ж), Ронеиша Макгрегор (ж), Џавон Франсис (м)                 | Јамајка      | 3:18,47 | 3:12,73 | КВ, НР      |
| 3    | 1   | 2   | Муса Исах (м), Аминат Јусуф Џамал (ж), Салва Ајд Насер (ж), Абас Абубакар Абас (м)          | Бахреин      | 3:15,75 | 3:12,74 | КВ, АЗР, НР |
| 4.   | 1   | 8   | Рабах Јусиф (м), Зои Кларк (ж), Емили Дајмонд (ж), Мартин Руни (м)                          | У.Краљевство | 3:19,40 | 3:12,80 | кв, ЕР, НР  |
| 5.   | 2   | 8   | Виктор Сувара (м), Ана Кјелбасињска (ж), Малгожата Холуб-Ковалик (ж), Рафал Омелко (м)      | Пољска       | 3:15,46 | 3:15,47 | КВ          |
| 6.   | 2   | 3   | Андерсон Енрикес (м), Тифани Силва Марино (ж), Жеиса Апаресида Котињо (ж) Лукас Карваљо (м) | Бразил       | 3:18,26 | 3:16,12 | КВ, ЈАР, НР |
| 7.   | 3   | 2   | Мохамед Анас (м), Велува Корот Висмаја (ж), Jisna Mathew (ж), Ноах Нирмал Том (м)           | Индија       | 3:15,71 | 3:16,14 | КВ, НРС     |
| 8.   | 1   | 8   | Робин Вандербемден (м), Камил Лаус (ж), Имке Вервает (ж), Дилан Борле (м)                   | Белгија      | 3:18,03 | 3:16,16 | кв, НР      |
| 9.   | 2   | 6   | Едоардо Скоти (м), Ђанкарла Тревизан (ж), Рафаела Лукудо (ж), Брајан Лопез (м)              | Италија      | 3:16,19 | 3:16,52 |             |
| 10.  | 1   | 9   | Остин Кол (м), Eјана Брижит Стиверне (ж),Мадлин Прајс (ж), Филип Осеј (м)                   | Канада       | 3:16,78 | 3:16,76 | НР          |
| 11.  | 2   | 7   | Alphas Kishoyian (м), Гледис Мусјоки (ж), Мари Мора (ж), Алекс Сампао (м)                   | Кенија       | 3:16,19 | 3:17,09 |             |
| 12.  | 1   | 4   | Маме-Ибра Ан (м), Амандин Бросје (ж), Ањес Рахаролахи (ж), Томас Жордије (м)                | Француска    | 3:17,53 | 3:17,17 | НР          |
| 13.  | 1   | 3   | Данило Даниленко (м), Тетјана Мелник (ж), Катерина Климик (ж), Олексиј Поздњаков (м)        | Украјина     | 3:16,65 | 3:17,50 | НРС         |
| 14.  | 2   | 4   | Марвин Шлегел (м), Луна Булман (ж), Каролина Палич (ж), Мануел Сандерс (м)                  | Немачка      | 3:16,85 | 3:17,85 |             |
| 15.  | 1   | 5   | Јан Тесар (м), Лада Вондрова (ж), Тереза Петржилкова (ж), Патрик Шорм (м)                   | Чешка        | 3:17,53 | 3:18,01 |             |
| 16.  | 2   | 9   | Сеика Аојама (ж), Кота Вакабајаши (м), Томоја Тамура (м), Саки Такашима (ж)                 | Јапан        | 3:19,71 | 3:18,77 | НР          |

### Финале
Такмичење је одржано 29. септембра 2019. године са почетком у 22:39 по локалном времену.,
| Плас. | Ста. | Штафета                                                                                     | Атлетичари           | Време   | Белешке     |
| ----- | ---- | ------------------------------------------------------------------------------------------- | -------------------- | ------- | ----------- |
|       | 5    | Вилберт Лондон (м), Алисон Филикс (ж), Кортни Около (ж), Мајкл Чери (м)                     | САД                  | 3:09,34 | СР, САР, НР |
|       | 4    | Натон Ален (м), Ронеиша Макгрегор (ж), Тифани Џејмс (ж), Џавон Франсис (м)                  | Јамајка              | 3:11,78 | НР          |
|       | 9    | Муса Исах (м), Аминат Јусуф Џамал (ж), Салва Ајд Насер (ж), Абас Абубакар Абас (м)          | Бахреин              | 3:11,82 | АЗР, НР     |
| 4.    | 3    | Рабах Јусиф (м), Зои Кларк (ж), Емили Дајмонд (ж), Мартин Руни (м)                          | Уједињено Краљевство | 3:12,27 | ЕР, НР      |
| 5.    | 7    | Виктор Сувара (м), Рафал Омелко (м), Ига Баумгарт-Витан (ж), Јустина Свјенти-Ерсетик (ж)    | Пољска               | 3:12,33 | НР          |
| 6.    | 2    | Дилан Борле (м), Хане Клас (ж), Камил Лаус (ж), Кевин Борле (м)                             | Белгија              | 3:14,22 | НР          |
| 7.    | 8    | Мохамед Анас (м), Велува Корот Висмаја (ж), Jisna Mathew (ж), Ноах Нирмал Том (м)           | Индија               | 3:15,77 | НРС         |
| 8.    | 6    | Лукас Карваљо (м), Тифани Силва Марино (ж), Жеиса Апаресида Котињо (ж), Александар Русо (м) | Бразил               | 3:16,22 |             |